# Eustroma disrupta
Eustroma disrupta är en fjärilsart som beskrevs av Fletcher 1961. Eustroma disrupta ingår i släktet Eustroma och familjen mätare. Inga underarter finns listade i Catalogue of Life.